# دولینو
دولینو (به لاتین: Dolino) یک منطقهٔ مسکونی در روسیه است که در سرزمین آلتای واقع شده‌است.